# Nicó Abat
Nicó (en llatí: Nicon, en grec antic: Νίκων) va ser un abat armeni del segle x.
Va abandonar casa dels seus pares i es va acollir a un monestir a la frontera entre el Pont i Paflagònia. Cap a l'any 961 l'abat del monestir el va enviar a una gira missionera i va visitar Creta, acabada de reconquerir als musulmans, i va convèncer els habitants de retornar al cristianisme. L'any 981 va intercedir amb els búlgars que feien incursions a Grècia. Va morir sent abat el 998.
Va ser canonitzat i el seu nom apareix als santorals grec i llatí. El seu dies natalis se celebra el 26 de novembre. La seva vida es va escriure en grec i s'hi parla de nombrosos miracles. Va escriure dos tractats intolerants contra els armenis (l'església armènia), i va ser autor també d'algunes altres obres.